# Jenny Shihumi
Jenny Shihumi, född 1973, är en svensk poet och kulturarbetare bosatt i Västerås.

## Biografi
Jenny Shihumi identifierar sig som Tornedaling och ummikko, det vill säga att hon behöver återerövra sitt ursprung och sitt språk Meänkieli. 
Hon har jobbat som kulturutvecklare på ABF 2010-2017 med inriktning litteratur. Bland annat arrangerade hon en poesifestival 2011, höll i sagoläsning på Meänkieli och svenska och många olika arrangemang under kulturnatten i Västerås. Nu jobbar hon på Västerås stadsbibliotek samt som redaktör och lektör.
Hon debuterade 2022 i antologin Amma, arbete, arv.

## Stipendier
- Västerås stad kulturstipendium 2022
- Norrländska litteratursällskapet 2024